# Georgia O'Keeffe
Georgia Totto O'Keeffe (født 15. november 1887 i Sun Prairie, Wisconsin, død 6. marts 1986 i Santa Fe, New Mexico) var en amerikansk kunstner. O'Keeffe var en fremtrædende figur i amerikansk kunst fra 1920'erne til sin død. Hun er primært kendt for sine abstrakte malerier af blomster, sten, skaller, dyreknogler og landskaber..